# Object Name Service
Der Object Name Service (ONS) ist eine verteilte Datenbank für RFID-Systeme nach dem EPC-Standard. Der ONS verwendet Einträge im DNS, um Informationen zu bestimmten Tags bereitzustellen. Über Naming Authority Pointer (NAPTR) Einträge im DNS werden Verweise auf Web Services mit den gesuchten Informationen bereitgestellt. Es können mehrere Einträge pro Tag existieren, die bei der Antwort nach Relevanz geordnet sind.